# Verdizela
A Verdizela é uma localidade na margem sul do rio Tejo, mais propriamente na freguesia de Corroios, Município do Seixal e Distrito de Setúbal. Encontra-se circundada pelas localidades da Aroeira e de Belverde, e nas proximidades da praia da Fonte da Telha.
As suas infraestruturas comerciais, desportivas e lúdicas, fazem da Verdizela uma zona de referência na margem sul do Tejo, um local aprazível e rodeado de trilhos florestais constituindo uma área de referência para o ciclo turismo ou para percorrer rotas usando bicicleta de montanha.
Constituída por moradias uni-familiares intercaladas por "zona de quintinhas", coexistindo ainda com uma zona de vivendas geminadas. A cerca de 20 quilómetros de Lisboa, situa-se muito perto do mar e das várias praias da costa ocidental da Península de Setúbal. Possui na sua vizinhança o internacionalmente conhecido campo de golfe da Aroeira.

## Desenvolvimento
Na década de 1970, neste aldeamento desenhado em plena área florestal, surgem as primeiras moradias enquadradas por espaços verdes. Os anos seguintes fazem da Verdizela um local que sobressai no distrito de Setúbal pela sua localização privilegiada e pela qualidade genérica das suas habitações.

## Infraestruturas
A Verdizela integra um centro comercial, o coração da localidade, uma vez que nele está concentrada a atividade de restauração e outro tipo de comércio, que proporciona o convívio e o lazer comunitário. Ao lado deste centro comercial existe um parque desportivo, utilizado por moradores e por muitos outros praticantes de desporto das áreas vizinhas, que constitui uma significativa mais valia da localidade. Também se encontra na Verdizela uma escola privada conhecida, o Colégio Guadalupe.

## Associação de Moradores da Verdizela
Criada em 1986 e reativada em 2009, a Associação de Moradores do Aldeamento da Verdizela (AMAV) serve como uma forma de discutir e tentar solucionar problemas comuns dos moradores, organizar e incentivar a prática de actividades lúdicas e representar o aldeamento quando adequado.